# Voltige

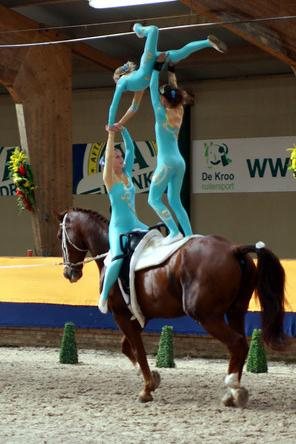
Voltigeerteam tijdens een presentatie

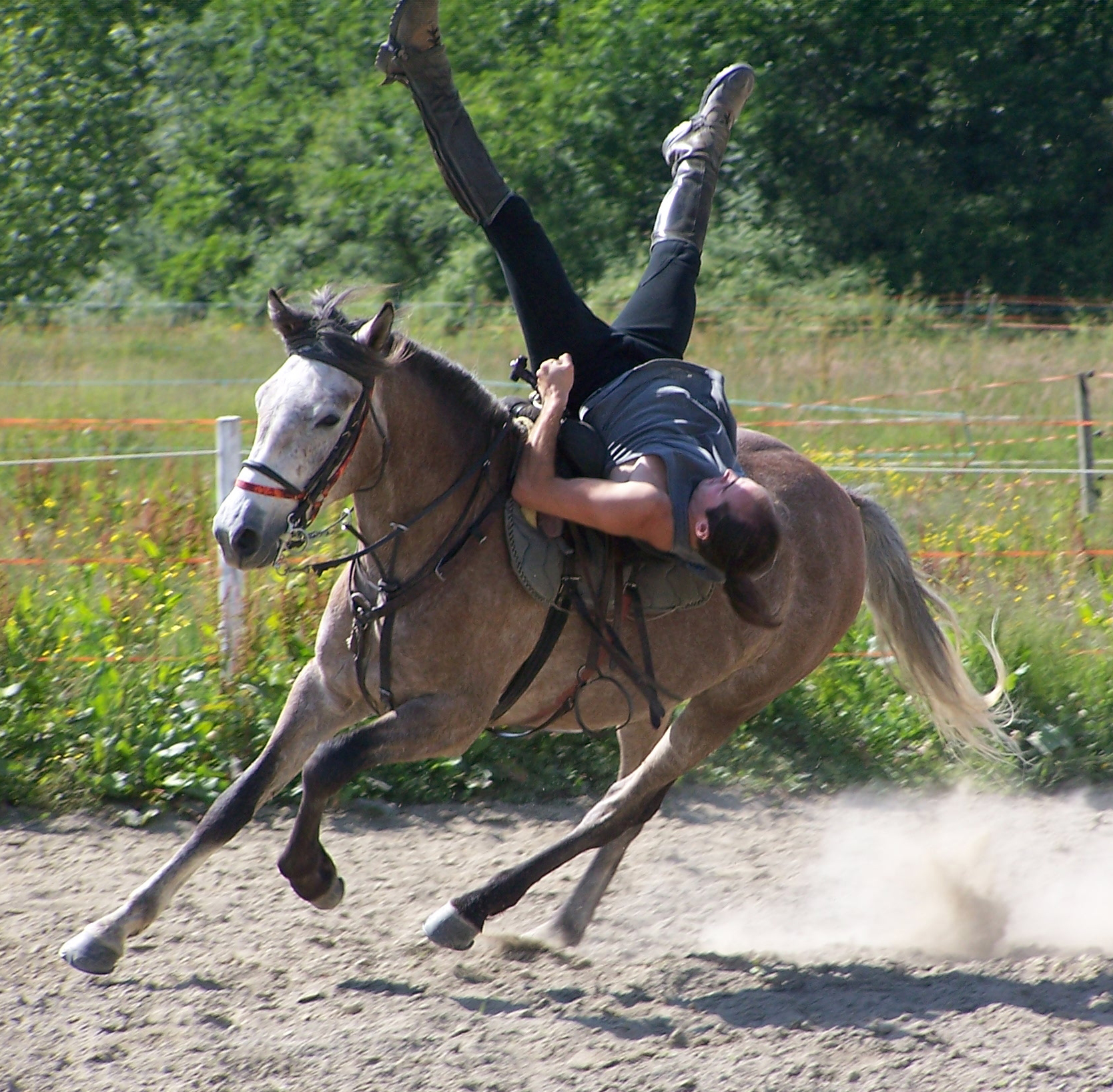
Kozakkenvoltige

Voltige is acrobatiek op een bewegend paard - dit in tegenstelling tot het paardvoltige als turnonderdeel, waarbij op het turntoestel paard wordt geturnd. Het paard loopt voltes aan een lange lijn, de longe (/lõ-zje/), in stap, draf of in galop en heeft een speciale voltigeersingel om zijn buik, die is voorzien van handvatten en beugels aan de zijkanten om aan of in te hangen. De meest gebruikte paardengang tijdens het voltigeren is een rustige galop. De acrobaat op het paard wordt voltigeur genoemd, de persoon die de longe hanteert is de longeur.

## Voltigeur
Een voltigeur is in de paardensport iemand die in een vloeiende beweging op het galopperende paard springt en turnoefeningen doet. Het is bij voltige heel belangrijk dat de voltigeur zich aanpast aan het paard en niet andersom. De oefeningen moeten zodanig uitgevoerd worden dat het paard er geen last van heeft. Een goede techniek is daarbij onontbeerlijk.

## Uitrusting

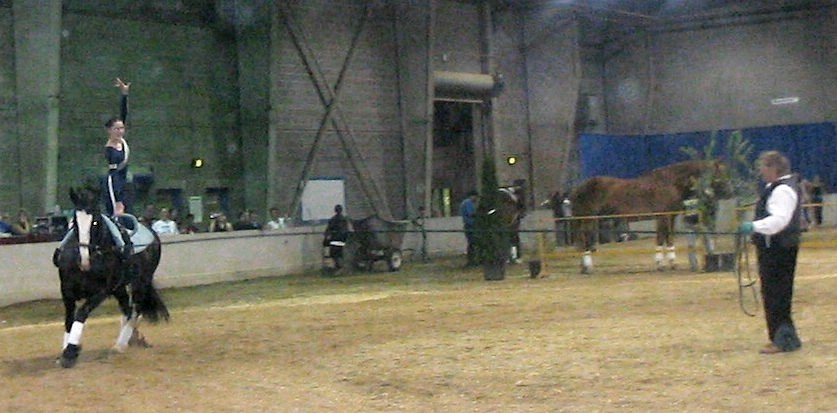
Voltigeur en longeur

Het tuig bestaat uit een dek, een veerkrachtige onderlegger, een voltigesingel plus een hoofdstel met hulpteugels en een longe. De voltigesingel is voorzien van lussen waaraan de voltigeurs zich kunnen vasthouden. De voltigeurs dragen nauwsluitende sportkleding en turnschoenen. Bij wedstrijden wordt de kleding uniform gehouden. De longeur gebruikt een lange voltigezweep om het paard aanwijzingen te geven.

## Voltigeteams
Voltigeren kan men zowel individueel als met een team doen. Een team bestaat uit vier, zes of zeven voltigeurs. Er mag met maximaal drie personen op één paard gevoltigeerd worden, minimaal twee daarvan dienen contact met het paard te houden. Er bestaan ook duovoltigeurs en solovoltigeurs. Een vrije oefening of kür mag voor een solovoltigeur maximaal één minuut duren, voor een team maximaal vier minuten.

## Geschiedenis
Voltige als acrobatiek te paard is al zeer oud, getuige prehistorische rotstekeningen die het uitbeelden. Het is sinds eeuwen een veelvoorkomend showelement in het circus. Lange tijd werd het gedaan als militaire training en ter opleiding van jonge ruiters. Een ruitervolk dat bekendstaat vanwege zijn spectaculaire stunts op dit gebied zijn de Kozakken.
Sinds de jaren 1950 heeft het voltigeren zich ontwikkeld tot een zelfstandige tak van sport. In Nederland wordt het voltigeren gecoördineerd door de Voltige vereniging van de KNHS. Er worden wereldkampioenschappen, Europese- en nationale kampioenschappen voor voltige georganiseerd. Voltige is echter geen olympische sport.

## Verplichte oefeningen
Voltige kent tijdens trainingen en wedstrijden een aantal verplichte oefeningen die per klasse kunnen verschillen van vier tot zeven oefeningen. De statische oefeningen worden in de regel vier galopsprongen volgehouden, de dynamische oefeningen gaan mee met de bewegingen van het paard.

### Opsprong
De opsprong valt onder de categorie dynamische oefeningen. Bij deze oefening galoppeert de voltigeur naast het paard mee. Na drie passen springt hij met de benen naar voren waar hij zich achterwaarts-omhoog afzet. De voltigeur kaatst zich als het ware omhoog, zwaait met de benen de lucht in en draait zijn onderlichaam in de juiste positie. Tegelijkertijd draait de voltigeur met zijn schouder zich in de juiste positie boven het paard, duwt zich op tot handenstand en laat zich rustig zakken tot voorwaartse zit. Deze oefening vergt een goede timing en een goed ritmegevoel. Daarnaast dient de voltigeur in afzet voldoende kaatskracht mee te geven om vervolgens met de benen hoogte te winnen. Actieve heup- en schouderlenigheid om de hoogte te behouden en in de juiste positie te draaien zijn ook van belang.

### Vrije zit
De vrije zit wordt in Nederland alleen nog maar gedaan bij nationale wedstrijden, maar bij CVI's en kampioenschappen wordt hij niet meer gedaan (wel bij het NK). De vrije zit is een statische oefening, de voltigeur zit recht vooruit of achterstevoren op het paard, en gebruikt geen ondersteuning van de voltigehandvatten of van de voltigeersingel. De handen worden opzij gestrekt tot op dezelfde hoogte als de oren. Dit wordt vier galopsprongen volgehouden waarna de handvatten weer beetgepakt worden.

### Vlag
De vlag is een statische oefening die vier galopsprongen wordt volgehouden. De voltigeur knielt op de rug van het voltigeerpaard en strekt zijn binnenste arm naar voren en zijn buitenste been naar achteren terwijl hij recht vooruit kijkt. De vlag is een evenwichtsoefening die in verschillende moeilijkheidsgradaties kan worden uitgevoerd.

### Molen
De molen is een oefening die verschilt per klasse. Het gaat erom dat het been wordt opgeheven en in 4 tellen over de beugel wordt getild waardoor de voltigeur als het ware als een molen draait. Bij de klasse B wordt alleen de halve molen uitgevoerd, dit betekent dat de voltigeur binnenwaarts en buitenwaarts gaat zitten. Vanaf de klasse M wordt de gehele molen uitgevoerd, en hierbij draait de voltigeur linksom een hele draai op het paard.

### Schaar
De schaar is een dynamische oefening waarbij de voltigeur meegaat met de bewegingen van het paard. De schaar doet de voltigeur door zichzelf vanuit een schrijlingse zit met een lenige beenzwaai op te drukken tot een soort handstand en vervolgens in een zwaai de benen te kruisen en schrijlings achterwaarts te gaan zitten. Wanneer de voltigeur terug wil scharen naar voorwaarts, dan moet hij zich weer met een zwaaiende beweging opdrukken en op het hoogste punt weer de benen kruisen om zich vlot te kunnen omdraaien en met een soepele beweging tot een voorwaartse zit te komen.

### Staan
Staan is een verplichte oefening tijdens de voltige. Het is een statische oefening die vier galopsprongen dient te worden volgehouden. Gestaan wordt, met de armen gestrekt naar voren of naar de zijkanten, ongeveer op schouderhoogte. De voltigeur (voltigeres) knielt eerst kort met beide onderbenen op de rug van het paard om dan te gaan staan op beide voeten tegelijk en zich vervolgens gelijkmatig op te richten. De voltigeur moet de bewegingen van het paard met zijn knieën en enkels opvangen zodat het bovenlichaam en de armen zo min mogelijk bewegen. Het bovenlichaam dient volledig recht opgericht te worden. Bij solovoltigeren mag ook achter- of zijwaarts gestaan worden, maar dit is niet verplicht.

### Flanken
Flanken is een dynamische oefening waarbij de voltigeur zich over zijn buik laat rollen naar de handstand en dan vanuit handstand inhoekt en weer gaat zitten.

### Klassementen
Tegenwoordig zijn er verschillende klassementen in de voltigesport. Net zoals bij de dressuur kent men BB, B, L, M, Z, ZZ.
De ZZ-plichtoefeningen voor teams gaan als volgt
- opsprong
- vlag
- molen
- scharen (heen en terug)
- staan
- inflanken naar binnen
- rechterbeen over de beugel heen doen naar voorwaarts zitten
- afflanken naar buiten

De M-plicht voor solo's is
- opsprong
- vrije zit
- vlag
- molen
- scharen (heen en terug)
- staan
- afflanken naar de binnenkant

De L-plicht voor solo's is
- opsprong
- vrije zit
- vlag
- staan
- voorwaarts opflanken
- halve molen
- achterwaarts opflanken
- buitenbeen naar binnen doen
- afduwen naar de binnenkant.

De B-plicht voor teams is
- Vrije zit
- B-molen (de halve molen)
- B-vlag (alleen het buitenste been)
- Opzwaaien naar voorwaartse ligsteun
- Knielen
- Afsprong naar buiten

De BB-plicht voor team en solo is
- Basiszit
- B-molen
- Bank
- Vanuit bank naar knielen met armen naar voren
- Vanuit voorwaartse zit afsprong naar binnen

Bij de B- en BB-plicht wordt de opsprong niet meegeteld bij de plicht.

## Nederlandse Kampioenschappen
Voltigeteam Roy Rogers heeft in 2014 en 2015 de Nederlandse Kampioenschappen gewonnen.

## EK 2015 en WK 2015
In 2015 was er een EK senioren in Aken en een WK junioren in Ermelo. Aan het EK deden voor Nederland 3 solo's, 1 duo en 1 team mee. Carola Sneekes, Esther Sneekes en Claire de Ridder namen deel als solisten. Als duo gingen Ester en Carola Sneekes samen met Marjo Sneekes en het paard Nolan naar binnen. Het team Roy Rogers (Carola Sneekes, Sofie van der Laan, Esther Sneekes, Iris Heijboer, Dianne ter Meulen en Renske van Schaik) ging onder leiding van Cynthia Danvers met het paard Hercules de ring in en behaalde een 7e plaats. Op het WK te Ermelo deed één Nederlands team mee en dit behaalde een 4e plaats. Dit was het nationaal team dat bestond uit Casey van der Ven, Jetske Cleophas, Lotte Geelhoed, Arthur Seidel, Annebeth Kubbe en Elise van de Ven.